# Fiat CR.44
Fiat CR.44 – niezrealizowany projekt włoskiego samolotu myśliwskiego z początku lat 40. XX wieku, mogący również pełnić rolę szybkiego bombowca nurkującego.

## Historia
W latach 30. XX wieku włoskie wytwórnie lotnicze nie dysponowały silnikami rzędowymi o dużej mocy, mogącymi wyraźnie poprawić osiągi istniejących i nowo projektowanych samolotów. Na przełomie lat 30. i 40. inżynier Antonio Fessia z Ufficio Tecnico Motori Aviazione (UTMA), biura konstrukcyjnego silników lotniczych wytwórni Fiat, zapoczątkował prace nad nowymi silnikami. Jednym z nich był silnik rzędowy A.44 RC.15/45. Miała być to najmocniejsza jednostka napędowa zaprojektowana w UTMA, 32-cylindrowy silnik w układzie leżącego H o pojemności skokowej 69,4 l. W konstrukcji A.44 zakładano wykorzystanie czterech bloków cylindrów ze słabszej jednostki A.38. Całość miała ważyć 1500 kg i osiągać moc startową rzędu 2800 KM i moc maksymalną na wysokości 1500 - 4500 m wynoszącą 2400 KM. W kwietniu 1941 roku, dysponując w perspektywie nowym silnikiem, inżynier Celestino Rosatelli z Fiata rozpoczął prace projektowe nad nowym, całkowicie metalowym samolotem mającym być napędzanym jednostką A.44. Zaprojektowano duży samolot myśliwski w układzie wolnonośnego dolnopłata, napędzanego dwoma trójłopatowymi śmigłami przeciwbieżnymi o średnicy 3,85 m. Płatowiec miał krytą, kroplową kabinę, długą podkadłubową wannę mieszczącą chłodnice cieczy, chowane podwozie z kółkiem ogonowym oraz klasyczne usterzenie. Golenie podwozia głównego chowały się w kierunku do tyłu i skrywane były niecałkowicie w niewielkich gondolach. Maszyna miała posiadać również silne uzbrojenie strzeleckie. Przewidywano instalację czterech karabinów maszynowych Breda-SAFAT kalibru 12,7 mm, mieszczących się w skrzydle, pomiędzy kadłubem a gondolą podwozia (po dwa z każdej strony) oraz dwóch działek kalibru 20 mm, również umieszczonych w skrzydle, ale na zewnątrz od gondoli podwozia. Planowano również umieścić pod kadłubem zaczep dla pojedynczej bomby o masie do 500 kg. Z takim uzbrojeniem samolot mógł pełnić rolę maszyny myśliwskiej oraz szybkiego bombowca nurkującego. Przewidywana była również wersja dwumiejscowa, mogąca pełnić rolę samolotu rozpoznawczego lub bombowo-torpedowego. 8 września 1943 roku rząd Pietra Badoglia ogłosił zawieszenie broni z aliantami, tym samym dalsze prace zostały wstrzymane, a cały projekt pozostał jedynie na papierze.